# Oberkirch (Baden)
Oberkirch ist eine Stadt im Westen Baden-Württembergs, etwa zwölf Kilometer nordöstlich von Offenburg. Sie ist nach der Kreisstadt Offenburg und den Städten Lahr/Schwarzwald, Kehl und Achern die fünftgrößte Stadt des Ortenaukreises und gehört zum Mittelbereich Offenburg im gleichnamigen Oberzentrum.
Seit dem 1. Januar 2004 ist Oberkirch eine Große Kreisstadt. Mit der Stadt Renchen und der Gemeinde Lautenbach ist die Stadt eine Vereinbarte Verwaltungsgemeinschaft eingegangen.

## Geographie

### Geographische Lage

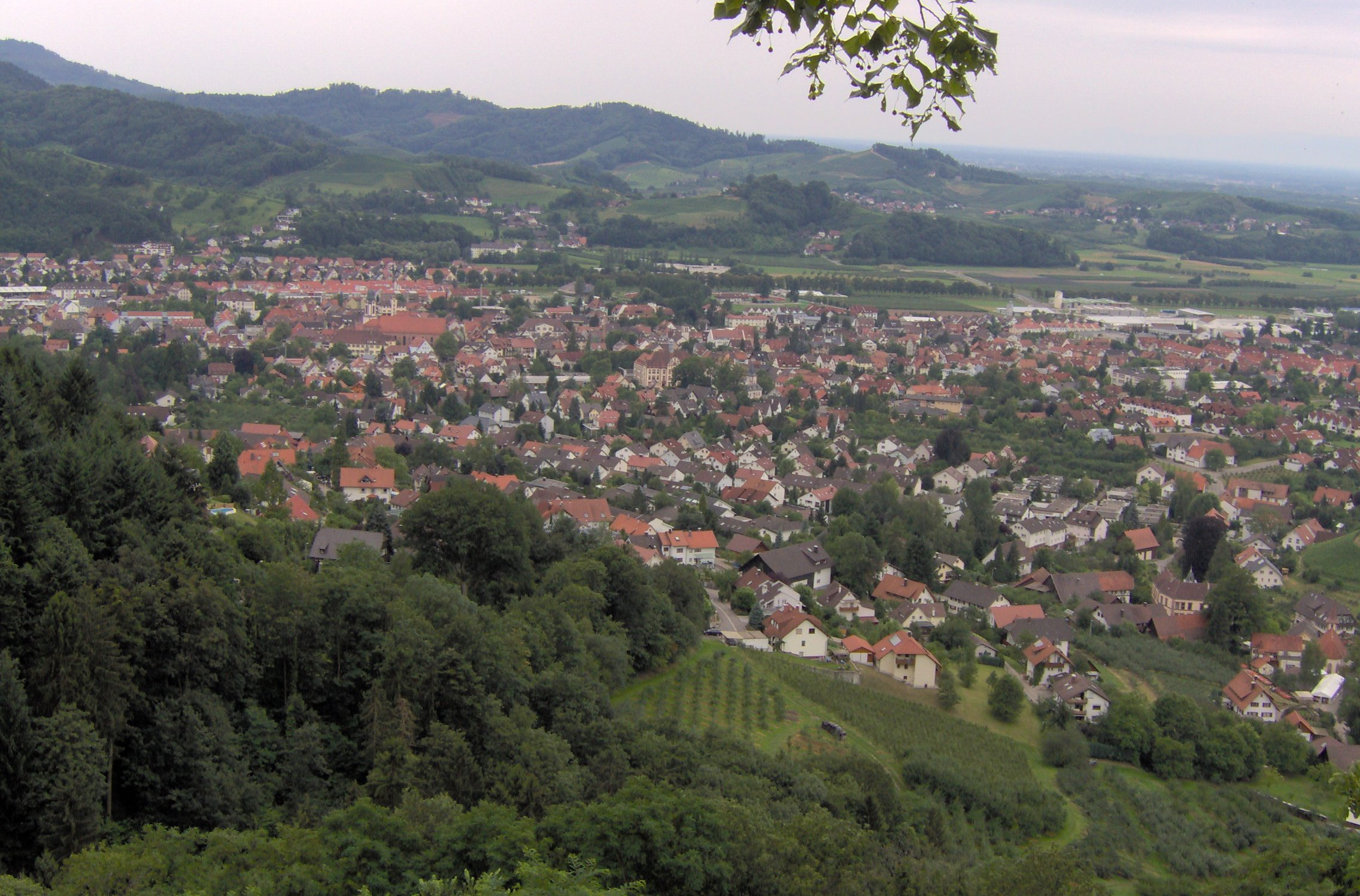
Blick Richtung Norden von der Ruine Schauenburg auf Oberkirch

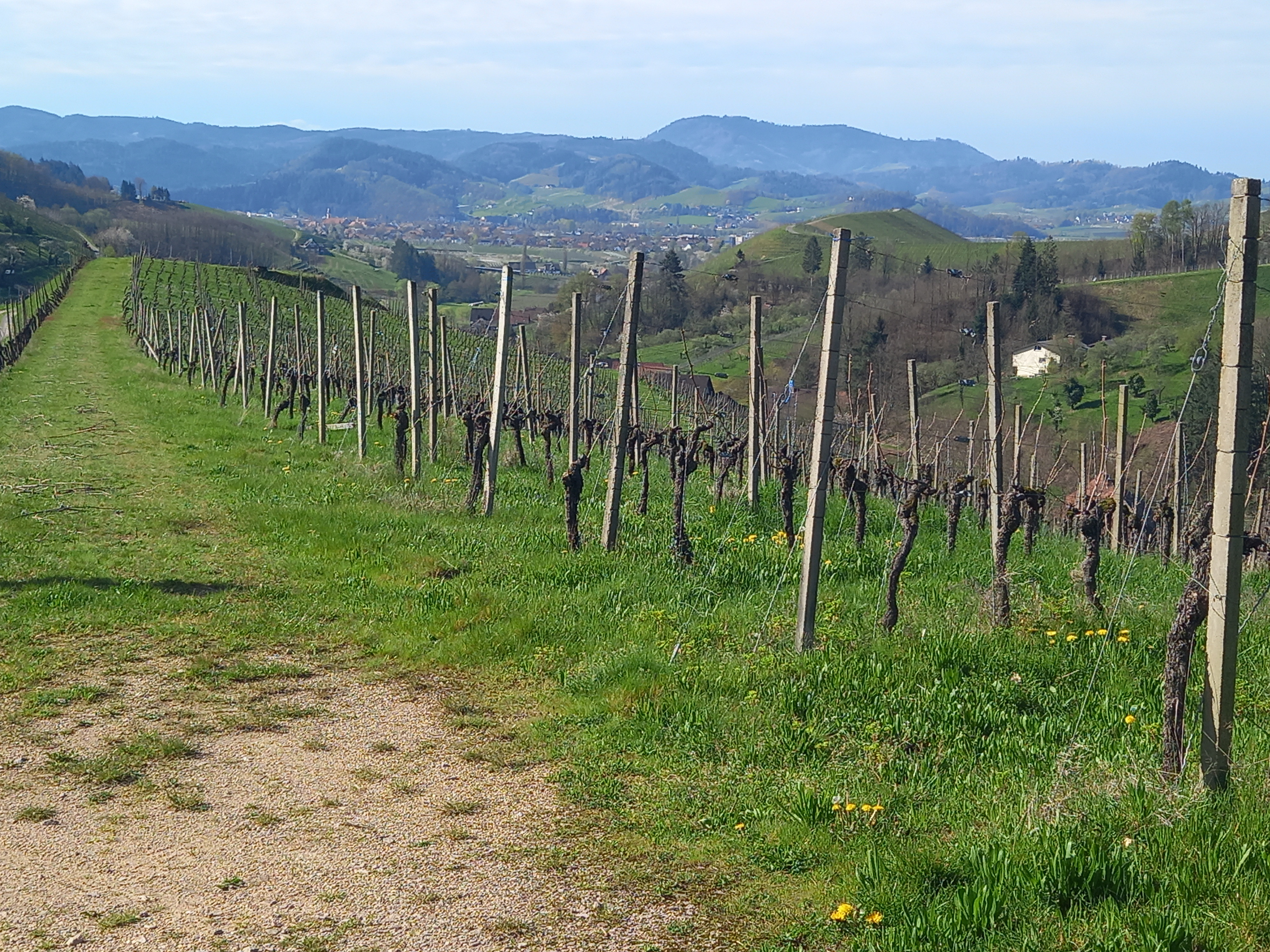
Blick Richtung Süden von der Passstraße nach Kappelrodeck

Oberkirch liegt am Rande der Oberrheinischen Tiefebene am Eingang des Renchtals in den Schwarzwald.
Die Rench betritt im Südosten vom Schwarzwald kommend das Stadtgebiet, durchfließt dann in nordwestlicher Richtung die Kernstadt (die Altstadt befindet sich am rechten Ufer), anschließend den Stadtteil Stadelhofen und verlässt das Stadtgebiet dann im Nordwesten in Richtung Rhein wieder. Zu Oberkirch gehören zwei Exklaven, die sich in der nördlichen Ortenau im Maiwald befinden.

### Nachbargemeinden
Folgende Städte und Gemeinden grenzen an die Stadt Oberkirch. Sie werden im Uhrzeigersinn beginnend im Norden genannt: Renchen, Kappelrodeck, Lautenbach, Oppenau, Nordrach, Durbach und Appenweier (alle Ortenaukreis).

### Stadtgliederung
Das Stadtgebiet Oberkirch gliedert sich in die Kernstadt und die im Rahmen der Gemeindereform der 1970er-Jahre eingegliederten Stadtteile Bottenau, Butschbach, Haslach, Nußbach, Ödsbach, Ringelbach, Stadelhofen, Tiergarten und Zusenhofen.
Die Stadtteile mit Ausnahme von Butschbach sind zugleich Ortschaften im Sinne der baden-württembergischen Gemeindeordnung, das heißt, es gibt jeweils einen von den Wahlberechtigten bei jeder Kommunalwahl zu wählenden Ortschaftsrat mit einem Ortsvorsteher als Vorsitzenden. Die Ortschaftsräte haben zwischen sechs und zehn Mitglieder, je nach Größe der Ortschaft.
Zu einigen Stadtteilen gehören teilweise weitere Wohnplätze mit eigenem Namen, die meist nur sehr wenige Einwohner haben. In Oberkirch gibt es sehr viele Wohnplätze, da einige Stadtteile ausgesprochene Streusiedlungen sind. Andererseits gibt es auch neue Wohngebiete mit eigenem Namen, deren Grenzen meist jedoch nicht genau festgelegt sind.
Im Einzelnen gehören folgende Wohnplätze zu den Stadtteilen:
- zu Bottenau: Buseck, Diebersbach, Fröschhof, Herbstkopf, Hummelswald, Kaltenhof, Kernenhof, Korberg, Lerchenlochhof, Meisenbühl, Rohrbach, Rottelshalt, Saalengrund, Schlatten
- zu Butschbach: Albersbach, Eckenberg, Fürsteneck, Hesselbach, In der Rot, Köbelesberg, Schafhof
- zu Haslach: Waldeck
- zu Nußbach: Herztal, Müllen (teilweise), Neubergerhof, Weierhof
- zu Oberkirch: Gaisbach, Hilzen, Oberdorf, Schloßhof, Waldhof, Wolfhag
- zu Ödsbach: Bergle, Fiegenbach, Giedensbach, Gnadhof, Grimmersbach, Gründle, Hanselbach, Hengstbach, Heuberg, Hochkopf, Holdersberg, Laibach, Lendersbach, Löchle, Mooshof, Ötsch, Rank, Rotengaß, Scheuermatt, Sieferspring, Steinhof, Stöckert, Unrechtenbach, Vordere Allmend, Wäldenstraße, Weierhof
- zu Tiergarten: Hubeneck, Niederlehen, Springhöfe, Tanzberg
- zu Zusenhofen: Müllen (teilweise)

## Geschichte

### Frühe Geschichte
Oberkirch wurde im 11. Jahrhundert als Obernchirchen erstmals erwähnt. Die Siedlung wurde wohl von den Zähringern angelegt und lag nördlich der heutigen Stadt. Wohl nach 1218 kam der Ort an das Reich und wurde den Markgrafen von Baden zu Lehen gegeben. 1225 wurde es als civitas und später als oppidum erwähnt. 1246 wurde der Ort niedergebrannt und danach an heutiger Stelle neu erbaut. Über die Fürstenberger kam Oberkirch 1303 an das Bistum Straßburg. 1326 wurden ihm die Stadtrechte verliehen. Bis auf wenige Unterbrechungen wurde es von den Straßburger Bischöfen beherrscht, doch war es teilweise zu Lehen vergeben (1604 bis 1634 und 1649 bis 1665 an Württemberg und 1683 bis 1697 an Baden). Im 15. Jahrhundert wurde Oberkirch Sitz eines Vogts, dem mehrere Gerichte im Umland unterstanden. Im Dreißigjährigen Krieg wurde es stark zerstört, ebenso 1689 (bis auf die Kirche), danach aber wieder aufgebaut.

### 19. und 20. Jahrhundert
Im Jahr 1803 kam Oberkirch zu Baden und wurde Sitz eines Bezirksamtes, das 1936 aufgehoben wurde. Sein Gebiet wurde überwiegend dem Bezirksamt Offenburg zugeordnet, aus dem 1939 der Landkreis Offenburg hervorging.
Nach dem Zweiten Weltkrieg gehörte der Landkreis Offenburg zum Land Baden und ab 1952 zum Regierungsbezirk Südbaden. Bei der Kreisreform zum 1. Januar 1973 wurde der Landkreis Offenburg aufgelöst. Er wurde dem neu gebildeten Ortenaukreis zugeordnet. Die Eingliederung von neun umliegenden Gemeinden Anfang der 1970er-Jahre schuf die Voraussetzungen, dass die Einwohnerzahl 2002 die 20.000-Grenzmarke überschreiten konnte. Daraufhin stellte die Stadtverwaltung den Antrag auf Erhebung zur Großen Kreisstadt, was die Landesregierung von Baden-Württemberg dann mit Wirkung zum 1. Januar 2004 beschloss. Oberkirch wurde somit die fünfte Große Kreisstadt im Ortenaukreis.
Auch die Stadtteile haben eine lange Geschichte. Sie gehörten fast alle zum Gericht Oberkirch des Bistums Straßburg (Gaisbach war vor 1805 ein ritterschaftlicher Ort (Schauenburg), Nußbach und Zusenhofen gehörten zu Vorderösterreich), kamen alle mit Oberkirch 1805 an Baden und gehörten danach meist zum Amtsbezirk Oberkirch. Meisenbühl, Nußbach, Stadelhofen und Zusenhofen gehörten zunächst zum Amt Appenweier und kamen erst 1819 zum Bezirksamt Oberkirch, Ringelbach gehörte zum Bezirksamt Achern und kam ebenfalls 1819 zum Bezirksamt Oberkirch. Bei der Auflösung des Bezirksamts Oberkirch 1936 kamen alle Gemeinden zum Bezirksamt Offenburg sowie 1939 zum Landkreis Offenburg.

### Ortsteile
Bottenau wurde erst 1935 als selbständige Gemeinde gebildet. Der namensgebende Ort war 1296 als Botnowe erstmals erwähnt worden und gehörte bis 1935 zur Gemeinde Durbach. Die zu Bottenau gehörigen Weiler Diebersbach (1381 als Diepolczbach erwähnt) und Schlatten (1381 als „in dem Slatten“ erwähnt) gehörten bis 1935 zur Gemeinde Butschbach sowie Meisenbühl (1432 als „uff der Egesen“ erwähnt) zur aufgelösten Gemeinde Herztal. Herztal (1346 „zu Hetzelis“ erstmals erwähnt und heute zum Stadtteil Nußbach gehörig), war seit 1846 der Name der Gemeinde Meisenbühl, als diese aus mehreren Weilern neu gebildet worden war.
Butschbach wurde 1360 als Buspbach by Fursteneck, Haslach 1247 als Hasilach, Ödsbach im 11. Jahrhundert als Ongisbach, Ringelbach 1225 als „in dem Ringelbach“, Stadelhofen 1347 als Stadelhoven und Tiergarten 1319 als „in dem Thiergarten“ erstmals erwähnt und waren früh Teil des Hochstifts Straßburg, Gericht Oberkirch bzw. Oppenau.
Gaisbach, 1225 „in dem Geißbach“ erstmals erwähnt, entwickelte sich am Fuße der Schauenburg, die ein eigenständiges Territorium der Ritterschaft Ortenau ausmachte und kam 1805 an Baden.
Nußbach wurde 994 als Nuzbach und Zusenhofen im 12. Jahrhundert als Uzzenhöfen erstmals erwähnt. Diese Dörfer gehörten zur Landvogtei Ortenau, die vorderösterreichisch war.

### Eingemeindungen
Folgende Gemeinden wurden in die Stadt Oberkirch eingemeindet:
- 1827: Oberdorf
- 1837: Wolfhag
- 1872: Fernach
- 1936: Gaisbach
- 1939: Winterbach (nur teilweise, der Rest verblieb bei der Gemeinde Lautenbach)
- 1. Januar 1971: Butschbach (mit der 1837 eingegliederten Gemeinde Hesselbach)[2]
- 1. Juli 1971: Haslach[2]
- 1. Juli 1972: Ringelbach[2]
- 1. Januar 1974: Stadelhofen, Tiergarten, Zusenhofen[3]
- 1. Juli 1974: Nußbach (mit Teilen der 1935 aufgelösten Gemeinde Herztal)[3]
- 1. Januar 1975: Bottenau (1935 aus einigen Weilern, darunter Teile der aufgelösten Gemeinde Herztal, gebildet) und Ödsbach[4]

### Einwohnerentwicklung

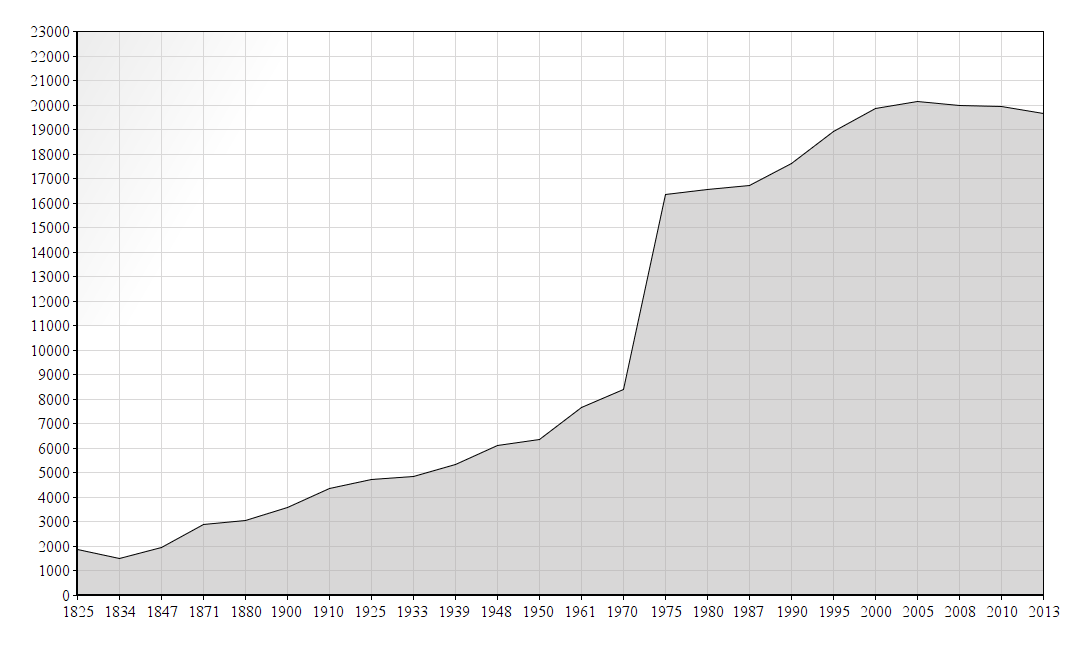
Oberkirch (Baden) Bevölkerungsentwicklung

Einwohnerzahlen nach dem jeweiligen Gebietsstand. Die Zahlen sind Volkszählungsergebnisse (¹) oder amtliche Fortschreibungen der jeweiligen Statistischen Ämter (nur Hauptwohnsitze).
| Jahr                 | Einwohner |
| -------------------- | --------- |
| 1825 ¹               | 1.859     |
| 1834 ¹               | 1.524     |
| 1847 ¹               | 1.970     |
| 1855 ¹               | 1.960     |
| 1858 ¹               | 2.008     |
| 1. Dezember 1871 ¹   | 2.878     |
| 1. Dezember 1880 ¹   | 3.052     |
| 1. Dezember 1900 ¹   | 3.584     |
| 1. Dezember 1910 ¹   | 4.369     |
| 16. Juni 1925 ¹      | 4.721     |
| 16. Juni 1933 ¹      | 4.865     |
| 17. Mai 1939 ¹       | 5.350     |
| 1948 ¹               | 6.121     |
| 13. September 1950 ¹ | 6.365     |

| Jahr                | Einwohner |
| ------------------- | --------- |
| 6. Juni 1961 ¹      | 07.654    |
| 27. Mai 1970 ¹      | 08.418    |
| 31. Dezember 1975 ¹ | 16.371    |
| 31. Dezember 1980 ¹ | 16.550    |
| 25. Mai 1987 ¹      | 16.711    |
| 31. Dezember 1990 ¹ | 17.619    |
| 31. Dezember 1995 ¹ | 18.935    |
| 31. Dezember 2000 ¹ | 19.879    |
| 31. Dezember 2005 ¹ | 20.137    |
| 31. Dezember 2010 ¹ | 19.961    |
| 31. Dezember 2015 ¹ | 19.833    |
| 31. Dezember 2020 ¹ | 19.944    |

¹ Volkszählungsergebnis

## Religionen

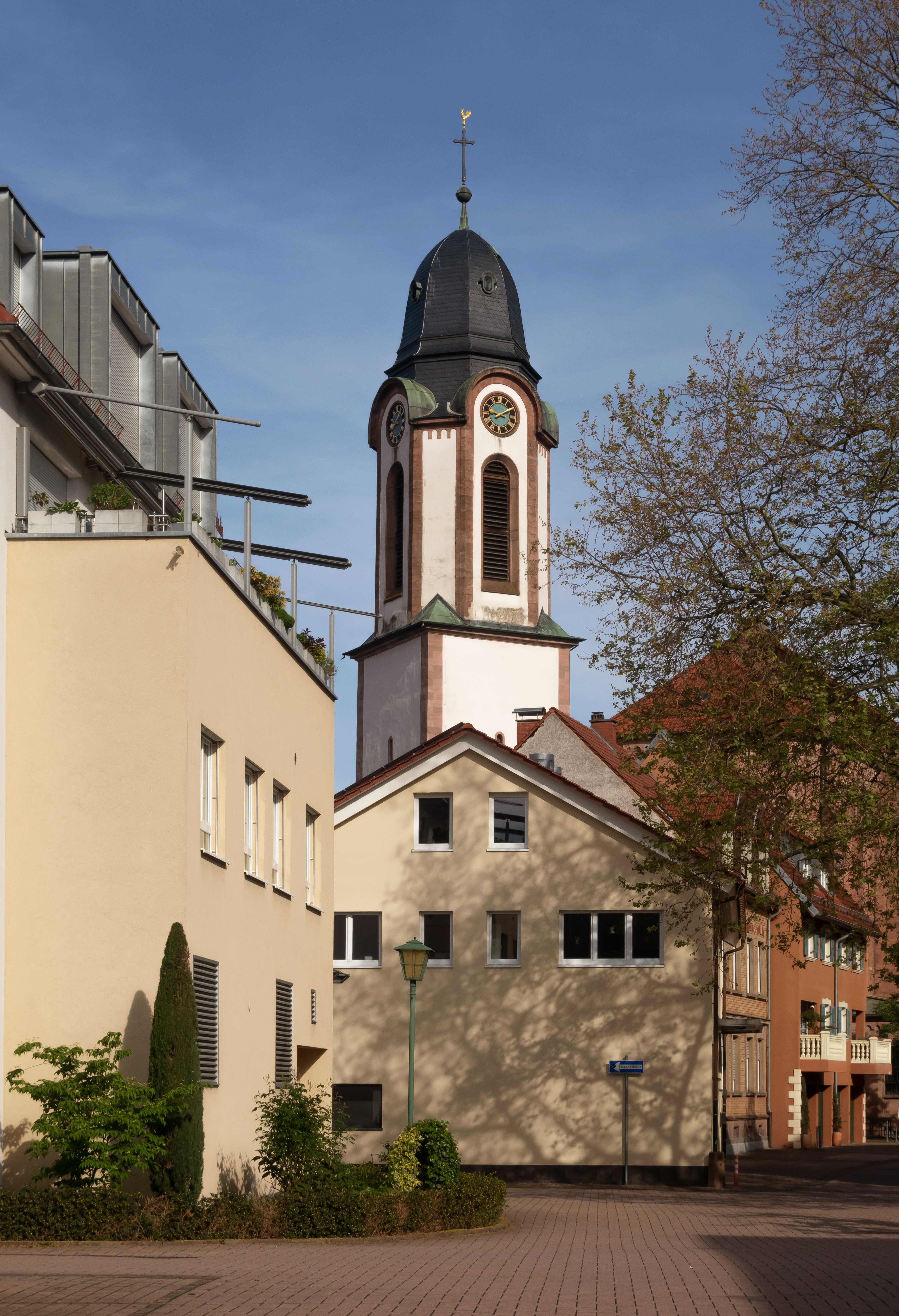
Turm der Sankt-Cyriak-Kirche

Der Name Oberkirch bezieht sich auf eine Kapelle, die vor dem 13. Jahrhundert der Kirche in Nußbach zugeordnet war. 1225 wurde eine bereits bestehende Kapelle durch den Straßburger Bischof Bertold von Teck zur ständig mit einem Geistlichen zu besetzenden Kirche erhoben und vom Kloster Allerheiligen mit Seelsorgern besetzt. 1803 kamen die Orte zum Bistum Konstanz, bevor diese 1821/27 Teil des neu gegründeten Erzbistums Freiburg wurden. Die Gemeinden gehörten dann zum Dekanat Oberkirch. Heute gehören alle Gemeinden im Oberkircher Stadtgebiet zum Dekanat Acher-Renchtal. Es gibt folgende katholische Gemeinden (zu ihren Kirchen vgl. bei Bauwerke): St. Cyriak Oberkirch (mit Butschbach und seit 1937 auch mit Ringelbach), St. Sebastian Nußbach (mit Bottenau), St. Jakob der Ältere Ödsbach (eigene Pfarrei seit 1932), St. Wendelin Stadelhofen (eigene Pfarrei seit 1887), St. Urban Tiergarten (eigene Pfarrei 1875) und St. Joseph Zusenhofen (eigene Pfarrei seit 1961). St. Aloysius Haslach war eine Filialgemeinde von Renchen-Ulm und ist heute Teil der Seelsorgeeinheit Oberkirch.
Anfang des 19. Jahrhunderts zogen auch Protestanten nach Oberkirch. Eine eigene Kirche erhielt die evangelische Gemeinde 1866. Die evangelische Kirche trägt seit dem 1. Advent 2016 den Namen Martin-Luther-Kirche. Zur evangelischen Gemeinde gehören auch die Protestanten aller neun Stadtteile: Bottenau, Butschbach, Ödsbach, Ringelbach, Tiergarten, Haslach, Stadelhofen, Nußbach und Zusenhofen. Die Evang. Kirchengemeinde Oberkirch gehört zum Evang. Kirchenbezirk Ortenau, Region Kehl, der Evangelischen Landeskirche in Baden.
Gemäß Zensus 2011 waren 68,4 % der Bevölkerung Oberkirchs römisch-katholisch, 14,7 % evangelisch, 0,7 % orthodox und 14,9 % gehörten einer anderen oder keiner öffentlich-rechtlichen Religionsgemeinschaft an. Der Anteil der katholischen und evangelischen Kirchenmitglieder an der Gesamtbevölkerung ist seitdem gesunken. Derzeit sind 54 % der Einwohner katholisch und 12 % evangelisch.
Für die Muslime in Oberkirch, die überwiegend türkischer Herkunft sind, unterhält der Türkische Verein Oberkirch e. V. eine Moschee in der Oberdorfstraße.

## Politik
- SPD: 2
- Grüne: 3
- BfO: 5
- FDP: 1
- OLO: 2
- FW: 3
- CDU: 10

BfO: Bürger für Oberkirch
OLO: Offene Liste Oberkirch

### Gemeinderat
Der Gemeinderat wird für fünf Jahre direkt gewählt und hat 26 Mitglieder, die die Bezeichnung Stadträtin/Stadtrat führen.
Die Kommunalwahl am 9. Juni 2024 führte zu dem in nebenstehenden Diagrammen dargestellten Ergebnis.

### Bürgermeister
An der Spitze der Stadt Oberkirch stand der vom Bischof eingesetzte Schultheiß. Daneben ist seit 1327 ein Rat nachweisbar. In badischer Zeit leiteten Bürgermeister und Gemeinderat die Stadtverwaltung. Seit Erhebung zur Großen Kreisstadt 2004 trägt das Stadtoberhaupt die Amtsbezeichnung Oberbürgermeister. Dieser wird für eine Amtszeit von acht Jahren direkt gewählt. Er ist Vorsitzender des Gemeinderats. Sein allgemeiner Stellvertreter ist der Erste Beigeordnete mit der Amtsbezeichnung „Bürgermeister“.
Die Bürgermeister und Oberbürgermeister:
- 1816–1818: Xaver Schrempp
- 1818–1821: unbekannt
- 1821–1827: T. Fischer
- 1827–1832: Xaver Schrempp
- 1832–1833: Mößner
- 1834–1839: Xaver Schrempp
- 1840–1841: Karl Friedrich Kappler
- 1842–1848: Gottfried Braun
- 1848–1849: Christian Fischer
- 1849:–0000 Heinrich Zachmann
- 1849–1851: Fidel Selnach
- 1851–1859: Michael Doll
- 1859–1861: Ignaz Braun
- 1862–1870: Christian Fischer
- 1870–1871: Sigmund Schneider
- 1871–1876: Karl Friedrich Kappler jun.
- 1877–1878: Markus Becker
- 1878–1908: Josef Geldreich
- 1908–1922: Karl Neff
- 1923–1934: Robert Fellhauer
- 1934–1936: Karl Rombach
- 1936:–0000 Hans Knab
- 1936–1941: Karl Doll
- 1942–1945: Theodor Seiberlich
- 1945:–0000 Max Ruh (kommissarisch)
- 1945:–0000 Wilhelm Eitel
- 1946–1947: Karl Kraut
- 1948:–0000 Xaver Ziegler
- 1948–1981: Erwin Braun
- 1981–1998: Willi Stächele (CDU)
- 1999–2023: Matthias Braun (CDU), zunächst Bürgermeister, ab 2004 Oberbürgermeister
- seit 2023:.0 Gregor Bühler (CDU)

### Wappen und Flagge
| Wappen von Oberkirch (Baden) | Blasonierung: „Unter rotem Schildhaupt, darin ein silberner Schrägbalken, gespalten von Blau und Gold, vorn auf grünem Dreiberg eine silberne Kirche mit Dachreiter, hinten ein Löwe schwarzer, überdeckt mit einem durchgehenden, vierlätzigen roten Turnierkragen.“ |
| Wappen von Oberkirch (Baden) | Wappenbegründung: Die Kirche, die als redendes Element die Silbe „-kirch“ des Ortsnamens symbolisiert, ist schon im Siegelabdruck von 1338 enthalten. 1570 erlaubte der damalige Bischof von Straßburg Johann IV. Graf von Manderscheid-Blankenheim die Führung seines Wappens als Stadtwappen. Doch wurde die Form erst im 19. Jahrhundert festgelegt. Der Schrägbalken ist das Wappen des Bistums Straßburg, der Löwe das der Herren von Blankenheim. Das Wappen wird seit 1896 geführt, doch wurde es in seiner heutigen Form erst 1968 festgelegt. |

Die Stadtflagge ist rot-weiß-rot. Sie ist seit 1926 im Gebrauch.
Wappen der Ortsteile:

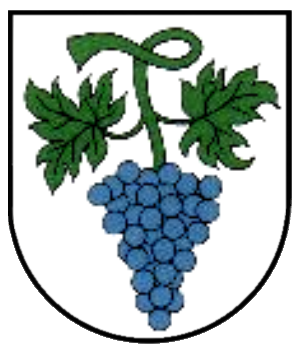
Bottenau
Butschbach
Haslach
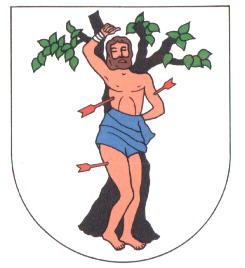
Nußbach
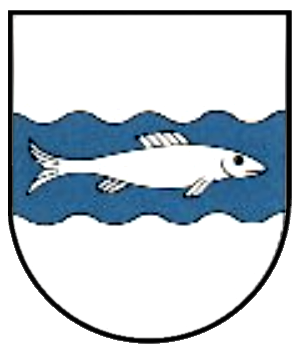
Ödsbach
Ringelbach
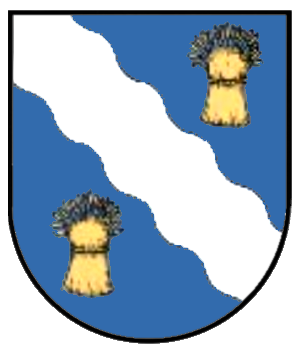
Stadelhofen
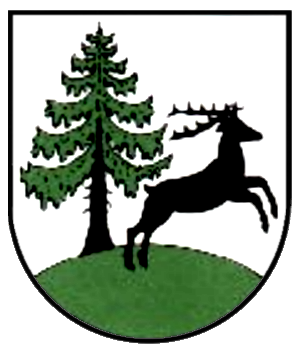
Tiergarten
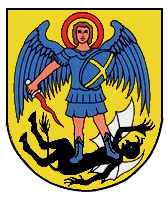
Zusenhofen

### Städtepartnerschaften
Oberkirch unterhält mit folgenden Städten eine Städtepartnerschaft:
- Draveil, Île-de-France, Frankreich, seit 1971
- Haverfordwest, Wales, Vereinigtes Königreich, seit 1989
- Oosterzele, Flandern, Belgien, seit 1991

Daneben unterhält Oberkirch freundschaftliche Kontakte zu:
- Oberkirch LU, Luzern, Schweiz
- Lingolsheim, Grand Est, Frankreich
- Radeberg, Sachsen, Deutschland

Des Weiteren unterhielt bzw. unterhält Oberkirch noch zwei Patenschaften:
- von 1962 bis 1974 U-Boot „U 4“ und von 1974 bis 2011 U-Boot „U 24“, stationiert im Marinehafen Eckernförde
- im Jugenddorf Offenburg Patenschaft für das Wohnhaus „Oberkirch“
- Ein Fahrzeug der Ortenau-S-Bahn trägt den Namen Oberkirch.

## Kultur und Sehenswürdigkeiten

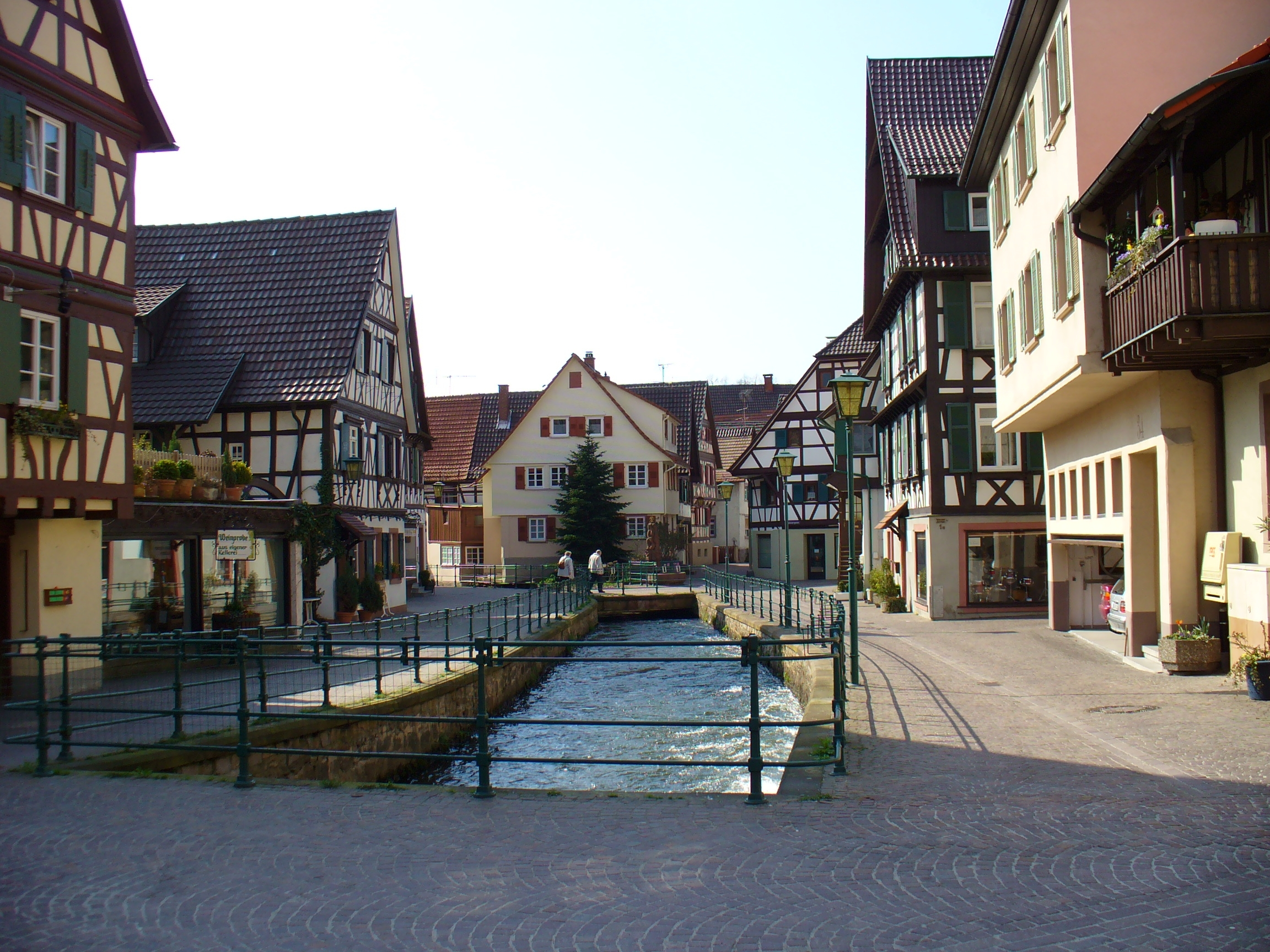
Oberkirch: Bachanlage mit Mühlbach

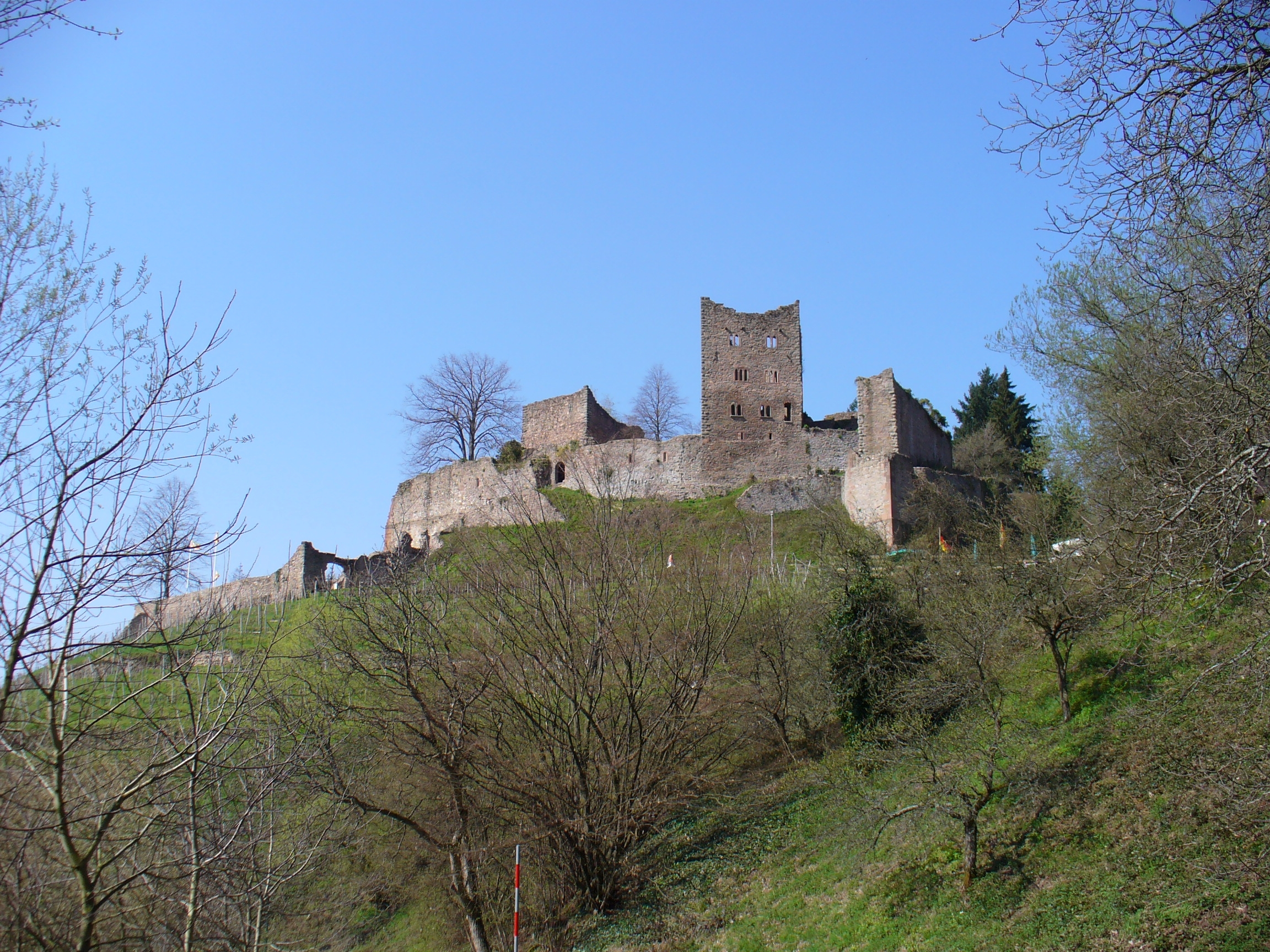
Oberkirch: Ruine Schauenburg

### Museen
Im alten Rathaus befindet sich das Heimat- und Grimmelshausenmuseum. Es informiert unter anderem über die Stadtgeschichte sowie das Leben des Dichters Hans Jakob Christoffel von Grimmelshausen, der in Oberkirch sein Werk „Simplicissimus“ schrieb. Die dort ebenfalls befindliche städtische Galerie präsentiert regelmäßig namhafte Künstler aus dem In- und Ausland.

### Bauwerke
Ein Wahrzeichen Oberkirchs ist die aus dem 11. Jahrhundert stammende Ruine Schauenburg, die 200 Meter über dem Ort ruht. Dort war Grimmelshausen nach dem Dreißigjährigen Krieg als Burgverwalter tätig. Am Ende des Krieges in den Jahren 1650–1660 ließ er den Südturm der Schauenburg abtragen und die Steine ins Tal rollen zum Aufbau des Gaisbacher Schlosses. Grimmelshausen als Verwalter des Hans Reinhard von Schauenburg (Verteidiger von Offenburg) war auch Wirt im Gasthaus zum Silbernen Stern in Gaisbach.
Ferner gibt es auf dem Gemeindegebiet noch die Ruine Fürsteneck, oberhalb des südlichen Renchufers auf der Gemarkungsgrenze zwischen Bottenau und Butschbach. Im Ortsteil Tiergarten befindet sich noch der weithin sichtbare Kegelstumpf der abgegangenen Ullenburg. Ebenfalls auf der Gemarkung Bottenau findet sich zur Gemeindegrenze nach Durbach des Weiteren die ehemalige Stollenburg.
Die Altstadt hat noch einige historische Fachwerkhäuser und Barockbauten sowie Fragmente der alten Stadtmauer. Die katholische Pfarrkirche St. Cyriak ist hingegen erst 1863 im neuromanischen Stil anstelle eines abgebrochenen Vorgängerbaus erbaut worden. Die evangelische Stadtkirche wurde 1866 an der Stelle des 1847 abgebrochenen ehemaligen Kapuzinerklosters errichtet.

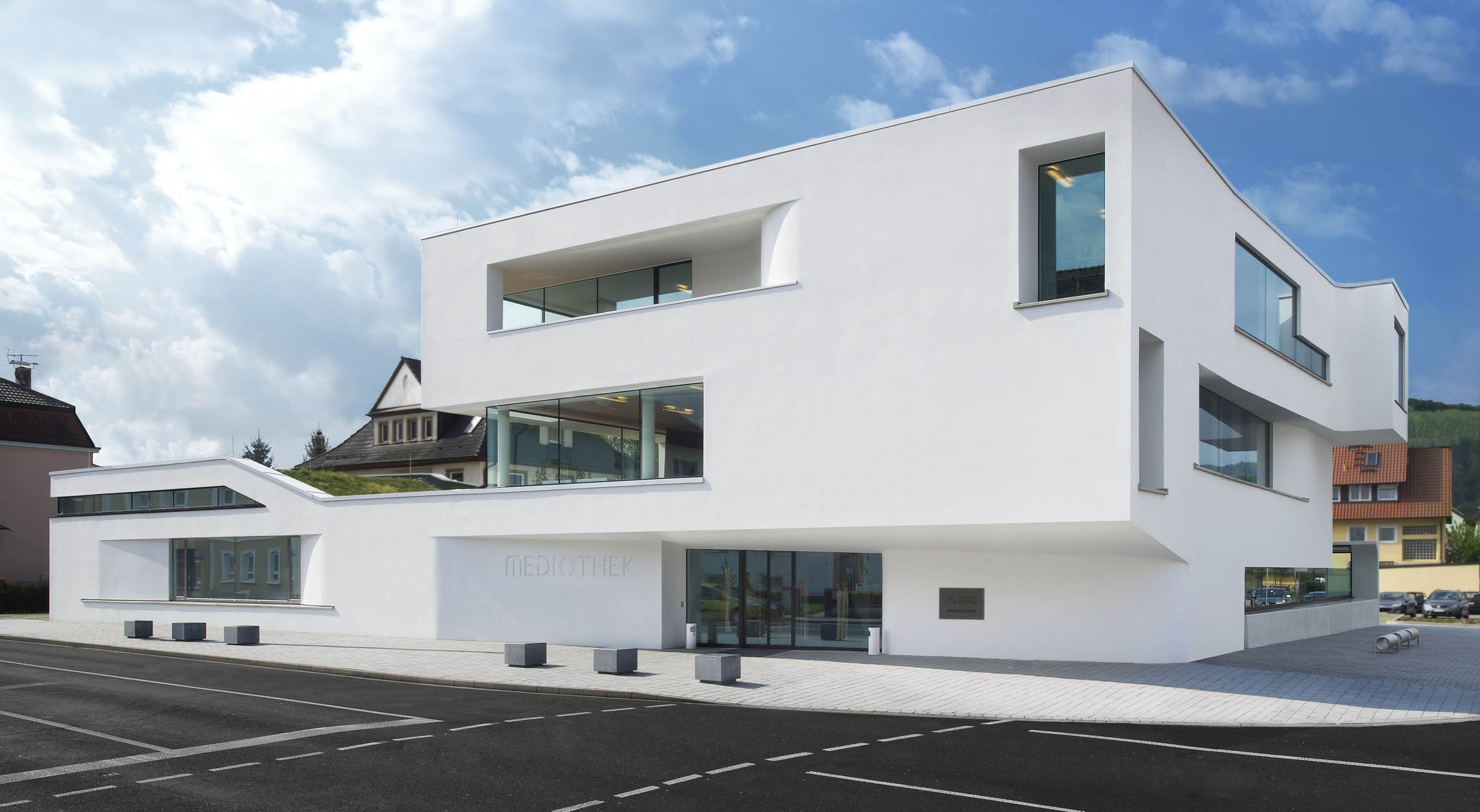
Mediathek Oberkirch

Im Kontrast dazu steht die 2010 eingeweihte Mediathek. Diese Freizeit-, Bildungs- und Kultureinrichtung überzeugt mit ihrer modernen Formensprache, die in den entsprechenden Fachkreisen auch gewürdigt wurde.
In den Stadtteilen gibt es folgende Kirchen und Kapellen:
- Wendelinuskapelle in Bottenau (1756 erbaut)
- katholische Kirche St. Aloysius in Haslach (erbaut 1866)
- Josefskapelle in Hesselbach
- katholische Kirche St. Martin (erbaut 1827, der Chorturm der Vorgängerkirche dient heute als Chor)
- katholische Kirche St. Sebastian in Nußbach
- Jakobus-Kapelle in Ödsbach (gotisch, erbaut 1499)
- katholische Kirche St. Jakobus der Ältere (erbaut 1911/12)
- Wendelinuskapelle in Ringelbach (erbaut 1863 im neoromanischen Stil)
- katholische Pfarrkirche St. Wendelin in Stadelhofen (erbaut 1882 durch Friedrich Kempf im neoromanischen Stil anstelle eines Vorgängerbaus von 1780)
- katholische Pfarrkirche St. Urban in Tiergarten (erbaut 1870, eine Kapelle St. Urban ist schon seit 1332 bezeugt)
- katholische Kirche St. Josef in Zusenhofen (erbaut 1933/1934)

## Vereine

### Sport
Der SV Oberkirch ist der ortsansässige Fußballverein, der vor allem für seine Erfolge in den 1960er Jahren in ganz Südbaden bekannt ist. Aktuell (Saison 2024/25) spielt die Männermannschaft in der Landesliga.
Ein weiterer erfolgreicher Sportverein ist der Schützenverein Oberkirch. Der Schützenverein ist seit den 1980er-Jahren national, international und auf südbadischer Ebener in unterschiedlichen Disziplinen und Altersklassen sportlich erfolgreich. Zahlreiche Mitglieder waren Mitglied in der Nationalmannschaft oder errangen Titel auf nationaler Ebene.

### Pfadfinder

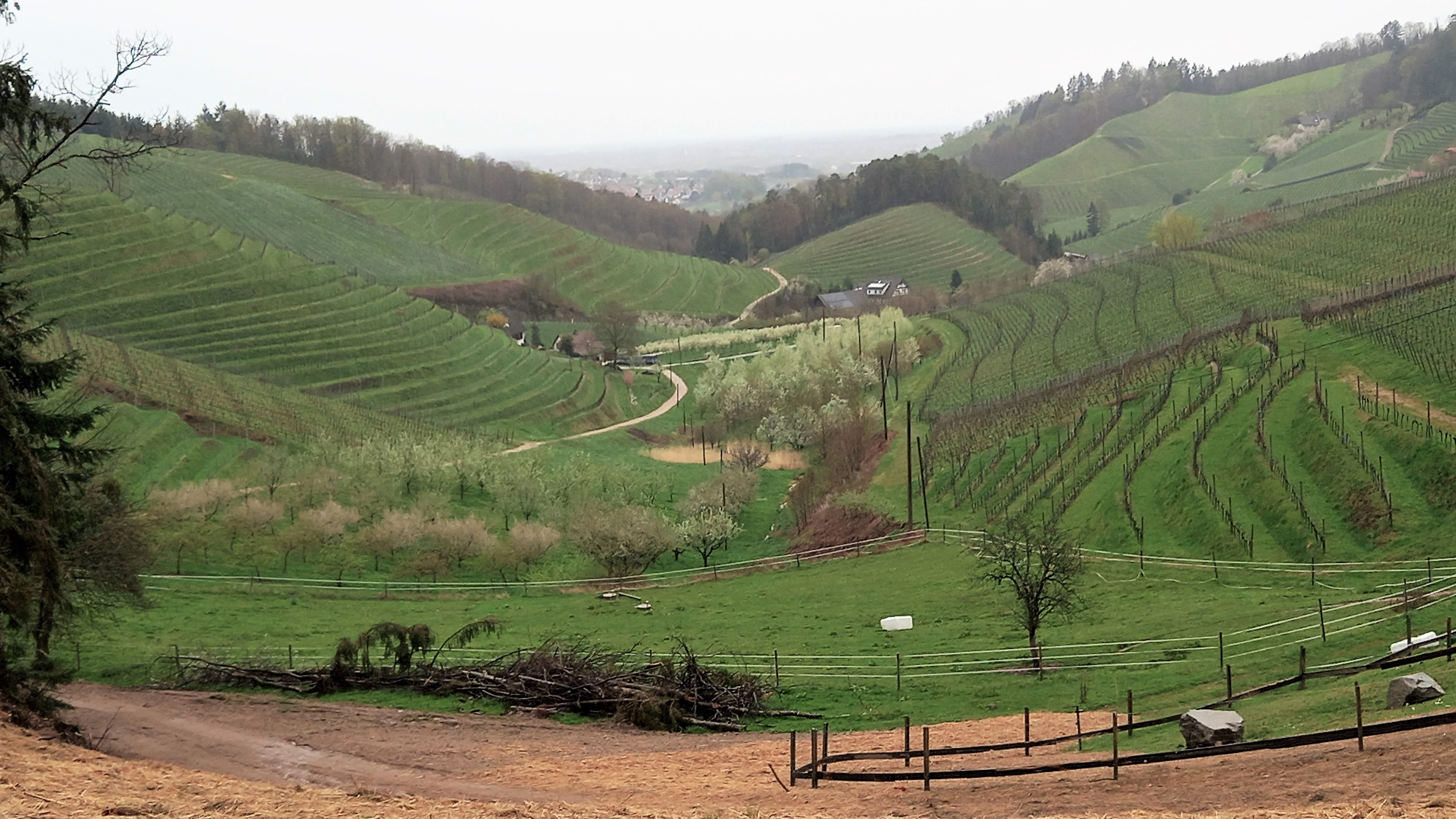
Unmittelbar östlich der Grenze zu Durbach (links vom Wirtschaftsweg in der Bildmitte) wechseln Flächen für Weinbau, Obstanbau und Weidewirtschaft einander ab.

Die Renchtäler Pfadfinder e. V. Stamm Jörg von Schauenburg wurden 1951 in Oberkirch gegründet und sind mit ihren 250 Mitgliedern eine der größten Pfadfindergruppen Baden-Württembergs. Beim deutschlandweiten Hamburger Singewettstreit haben Gruppen der Renchtäler Pfadfinder mehrmals schon gewonnen. Die Pfadfinder waren schon weltweit auf Fahrt, z. B. in Griechenland (1982), Schottland (1994), Kanada (2000) und Slowenien (2012).

## Wirtschaft und Infrastruktur
Die Landwirtschaft Oberkirchs ist durch Wein- und Obstbau geprägt. Daneben gibt es Papier- und Textilindustrie sowie Maschinenbau. Oberkirch ist Stammsitz der Papierfabrik August Koehler und des börsennotierten Autozulieferers Progress-Werk Oberkirch.

### Weinbau
Im Weinbau ist die genossenschaftliche Winzergenossenschaft im Ort prägend. Die meisten Weinanbauflächen werden von Mitgliedern der Oberkircher Winzergenossenschaft bewirtschaftet. Spätburgunder und Rieslingweine (in der Region auch „Klingelberger“ genannt) sind die verbreitetsten Weinsorten.

### Obstanbau und Schnapsbrennerei
Oberkirch ist Sitz der „OGM Obstgroßmarkt Mittelbaden e.G.“ Diese ist 1996 aus der Verschmelzung der Obstabsatzgenossenschaften Renchtal sowie von Bühl, Achern und Ortenberg entstanden. Hier werden die von den Landwirten der Region angelieferten Kernobstsorten (Äpfel und Birnen), Beerenobstsorten (Erdbeeren, Himbeeren, Stachelbeeren etc.) und Steinobstsorten (Zwetschgen, Pflaumen, Aprikosen, Pfirsiche etc.) gesammelt und vermarktet.
Aus dem in Oberkirch und Umgebung angebauten Obst destillieren knapp 900 Hausbrennereien Schnäpse bzw. Edelbrände. Ferner werden in Oberkirch auch Brennereianlagen gefertigt und in die ganze Welt exportiert.

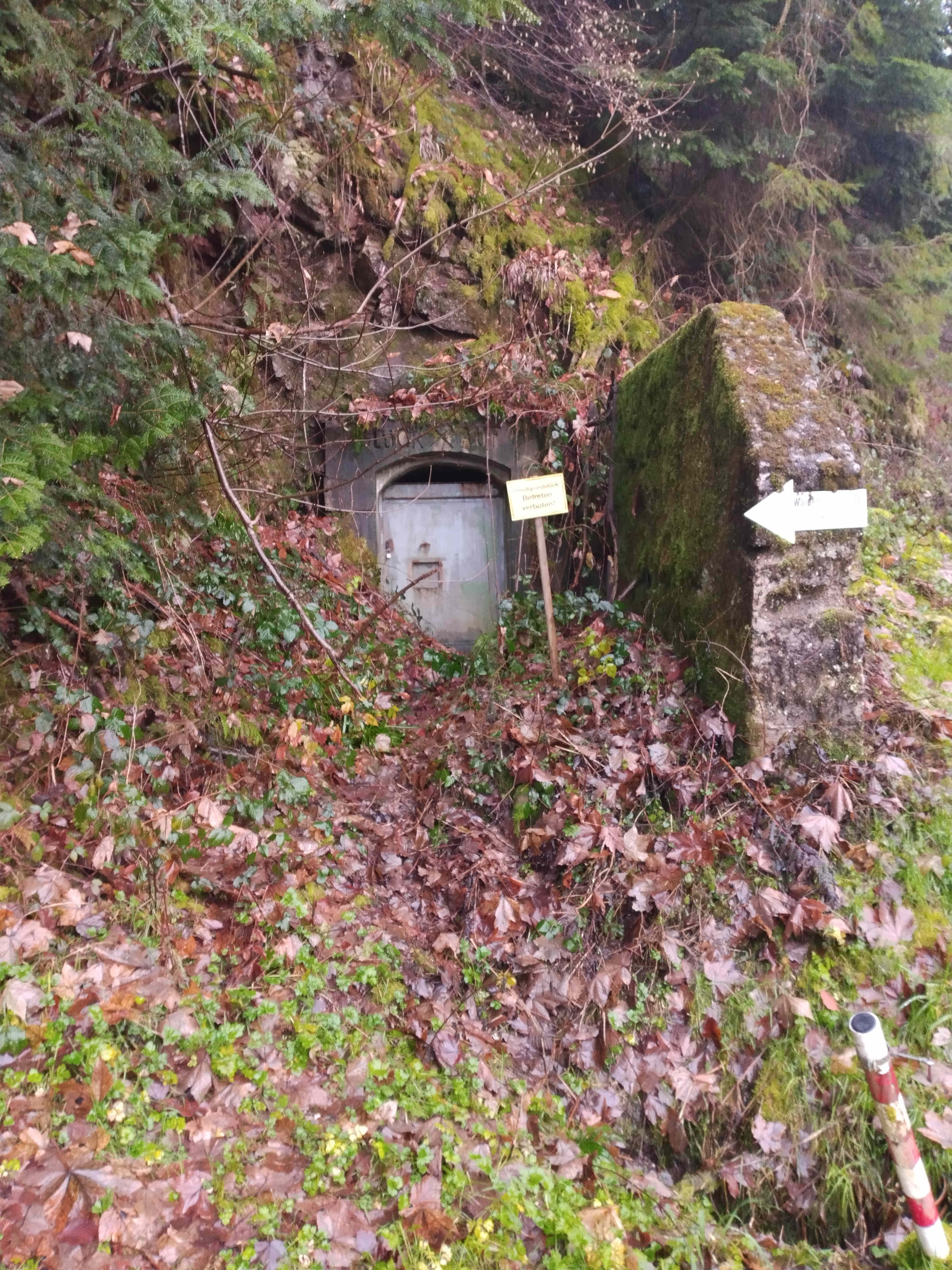
Stollenmundloch der Grube Ödsbach neben der Wäldenstraße

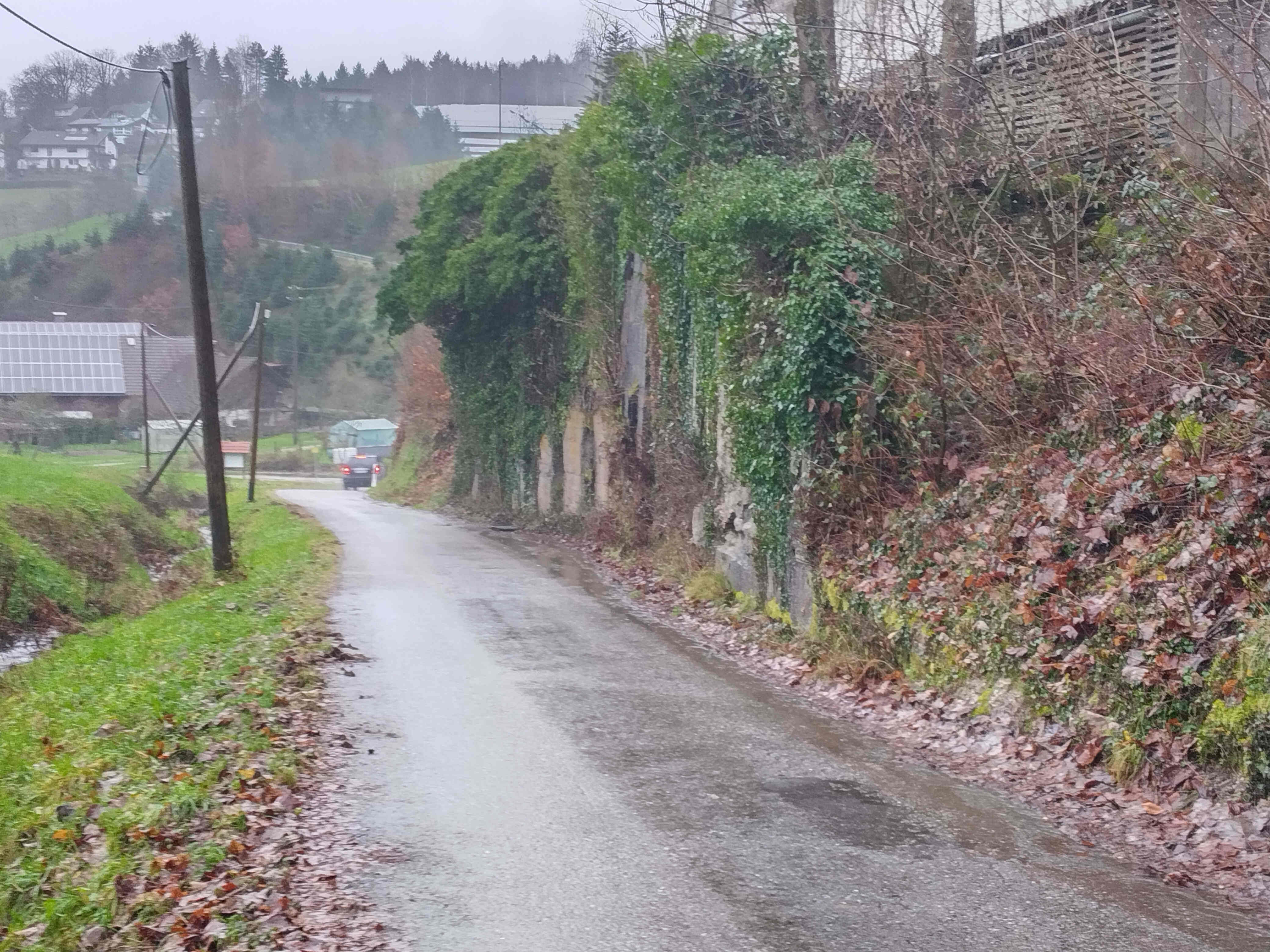
Ruinen von Verladeeinrichtungen der Grube Ödsbach entlang der Wäldenstraße

### Bergbau (historisch)
Im Raume Oberkirch befanden sich auch Bergwerke, die untertägig Fluss- und Schwerspat abbauten. Es waren dies die Gruben Hesselbach und Ödsbach.
Für das im Besitz von Hans Grimmig befindliche „Spatwerk Hesselbach“ wird für 1948 ein tonnlägiger Schacht von 45 m Länge angegeben, aus dem über drei Blindschächte und zwei Stollen 1949 ein Rohförderung von 4030,5 t Flussspat und 252 t Schwerspat erfolgte.
Dasselbe Gangsystem wie für die Grube Hesselbach bildete auch die Grundlage für die Grube Ödsbach. Diese wird das erste Mal 1911 von Freiherr von Verschuer erwähnt. 1914 hatte der Förderstollen schon eine Länge von 175 m erreicht. 1920 war der Hauptstollen 240 m lang. 1921 bestand eine Belegschaft von 45 Mann. 1931 wurde die 64-m-Sohle über einen Schacht angelegt, und dieser Schacht mit einer elektrischen Fördermaschine ausgerüstet. In Bottenau und im Durbachtal bestanden weitere kleinere Spatgruben. In Ödsbach sind im Lendersbachtal neben der Wäldenstraße ein mit einer Tür verschlossenes Mundloch und Ruinen von Verladeeinrichtungen erhalten.

### Verkehr

#### Bahn- und Busverkehr
Die Stadt ist über eine Bahnlinie von Offenburg aus über Appenweier erreichbar. Die Stadt gehört dem Tarifverbund Ortenau an, der den öffentlichen Personennahverkehr (ÖPNV) durch mehrere Buslinien bedient. Außerdem bedient die SWEG die Stadt Oberkirch (Renchtalbahn). Seit 2005 gibt es den Ringbus. Dieser befährt die Stadt und ihre Ortsteile mit drei Linien.

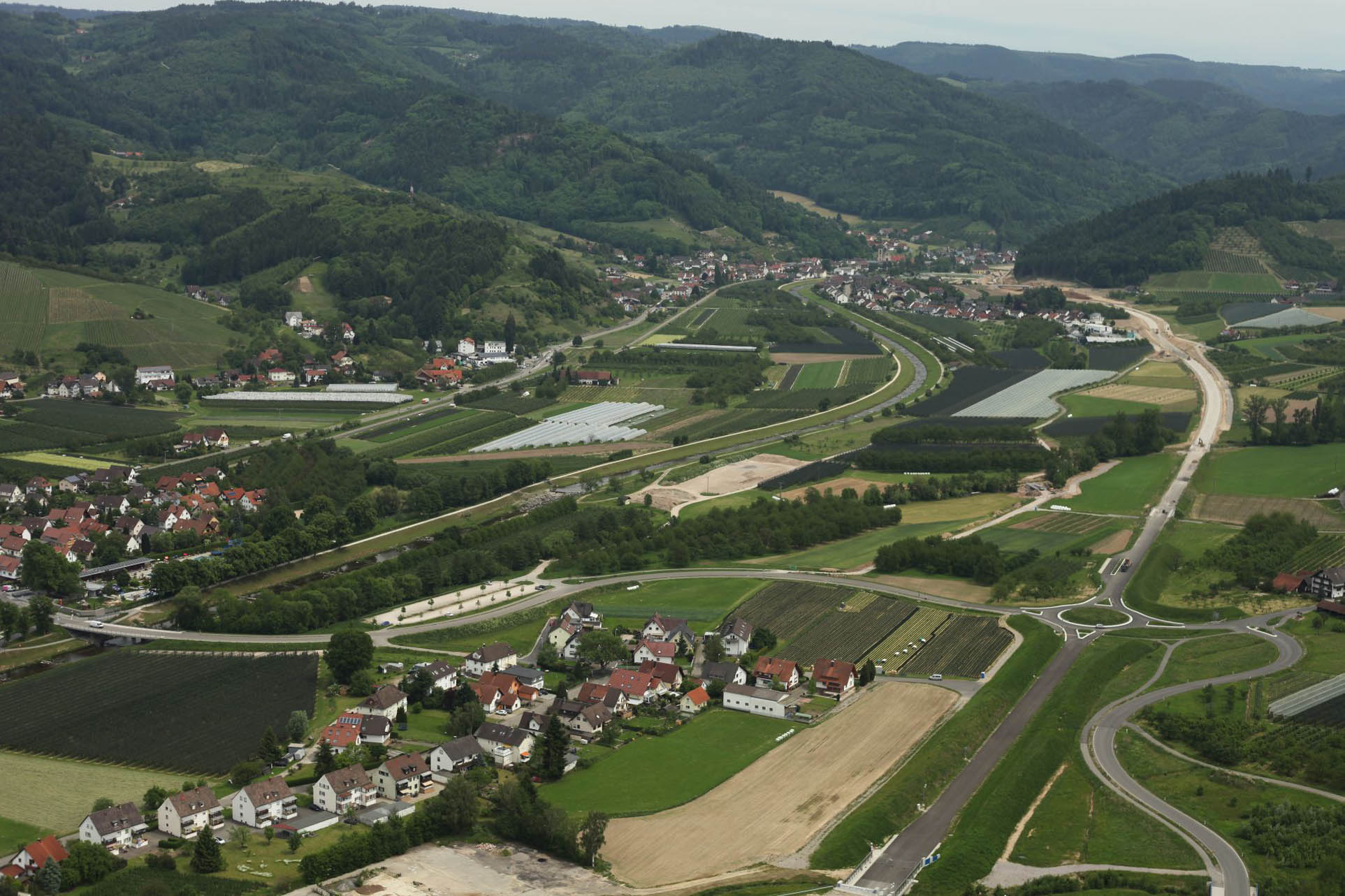
Luftbild Ortsumfahrung Oberkirch–Lautenbach

#### Fernstraßen
Die Ortsumfahrung der Bundesstraße 28 entlastet seit August 2014 Oberkirch und Lautenbach vom Durchgangsverkehr. Auf einer Gesamtlänge von sechs Kilometern kann der überörtliche Verkehr auf der wichtigen West-Ost-Verbindung zwischen Straßburg und Tübingen ohne Querung von Oberkirch und Lautenbach das Renchtal passieren. Die Bauzeit betrug sieben Jahre. Das Herzstück des 69-Millionen-Euro-Projekts sind die beiden Tunnelbauwerke.

#### Radverkehr
Durch das Stadtgebiet verlaufen zwei Landes-Radfernwege:
- Der Badische Weinradweg[21] führt von Grenzach-Wyhlen am Hochrhein nach Laudenbach im Norden Baden-Württembergs, dabei werden sieben der neun badischen Weinanbaugebiete untereinander verbunden. Die Route verläuft aus Gengenbach über Durbach und Nesselried kommend in die Stadtteile Nußbach und Zusenhofen und weiter über Erlach und Ulm nach Oberachern.
- Der Naturpark-Radweg Schwarzwald Mitte/Nord führt rund um selbigen Naturpark. Er verläuft dabei von Offenburg kommend an Appenweier vorbei nach Zusenhofen und weiter wie der Badische Weinradweg nach Oberachern.

Oberkirch ist Mitglied der AGFK (Arbeitsgemeinschaft Fahrrad- und Fußverkehrsfreundlicher Kommunen) in Baden-Württemberg.

### Medien
Über das lokale Geschehen in Oberkirch berichtet als Tageszeitung die Acher-Rench-Zeitung der Mittelbadischen Presse.
Die Fernsehproduktionsfirma Kimmig Entertainment hat ihren Stammsitz in Oberkirch. Das Unternehmen produziert seit 1981 große TV-Shows (z. B. Verstehen Sie Spaß?, Die Helene Fischer Show) und Preisverleihungen (z. B. Deutscher Fernsehpreis, Krone der Volksmusik).

### Gericht und Einrichtungen
Oberkirch ist Sitz eines Amtsgerichts, das zum Landgerichtsbezirk Offenburg und zum Oberlandesgerichtsbezirk Karlsruhe gehört, sowie eines Notariats. Der Ortenaukreis unterhält in Oberkirch mit dem Amt für Waldwirtschaft eine Außenstelle sowie ein Kreiskrankenhaus.

### Bildung
Oberkirch hat ein Gymnasium (Hans-Furler-Gymnasium), eine Realschule (Realschule Oberkirch), eine Förderschule (Altstadtschule), eine Hauptschule (August-Ganther-Hauptschule), zwei Grund- und Hauptschulen mit Werkrealschule (in Nußbach und Ödsbach) sowie fünf Grundschulen (Johann-Wölfflin-Grundschule und je eine in den Stadtteilen Bottenau, Tiergarten/Haslach, Stadelhofen und Zusenhofen).
Der Ortenaukreis ist Träger der Renchtalschule für Sprachbehinderte.

## Sonstiges
Der Fall Schlageter: Der Zusammenbruch der Volksbank Oberkirch 1971 führte zum ersten öffentlich bekannt gewordenen Bankenskandal der Bundesrepublik Deutschland, bei dem die mangelnde Bankenaufsicht kritisiert wurde. Die Pforzheimer Unternehmerfamilie Schlageter verlor eine größere Menge Geld und machte Eingaben an den Landtag bzw. das Wirtschaftsministerium, die in letzter Konsequenz zu einer deutlicheren Wahrnehmung des Falles in den Medien führte.

## Persönlichkeiten

### Söhne und Töchter der Stadt
- Wilhelm Fischer (1741–1824), letzter Abt im Kloster Allerheiligen[24]
- Placidus III. Bacheberle (1745–1824), letzter Abt im Kloster Schuttern[24]
- Anton Christ (1800–1880), badischer Jurist und Politiker
- Bernhard Jülg (1825–1886), geboren in Ringelbach, Sprachforscher
- Eduard Schuster (1841–1908), Wasser- und Straßenbauinspektor, Burgenforscher und Schriftsteller
- Karl Schrempp (1846–1919), Brauereidirektor, Wohltäter und Stifter sowie Ehrenbürger von Karlsruhe[25]
- August Ganther (1862–1938), Dialektdichter (zum Beispiel das Volksstück Der Klosterschütz)
- Maria Föhrenbach (1883–1961), gründete 1927 die Schwesternschaft der Benediktinerinnen OSB der heiligen Lioba
- Karl Zipf (1895–1990), Arzt und Pharmakologe
- Hermenegild Wäldele (1896–1927), franziskanischer Missionar und Märtyrer
- Valentin Schweiger (1900–1990), Pädagoge und Politiker
- Herbert Wolff (1904–1958), Redakteur und Politiker (CDU)
- Adolf Baier (1907–1982), Gewerkschaftsfunktionär und kommunistischer Funktionär
- Ernst M. Backes (1908–1971), Bankdirektor und akademischer Kunstmaler
- Albert Dietrich (1908–1979), Violinist, Bratschist und Musikpädagoge
- Hans Friedrich Zipf (1911–1969), Arzt und Pharmakologe
- Erwin Braun (1921–1981), Bürgermeister von Oberkirch, Landtagsabgeordneter
- Albrecht Braun (1932–2011), Bankdirektor
- Josef Huber (1935–2018), römisch-katholischer Geistlicher und Kirchenrechtler sowie Richter an der Rota Romana (1992–2010)
- Hansjörg Streif (* 1939), Geologe
- Rosemarie Tietze (* 1944), Literaturübersetzerin aus dem Russischen
- Bruno Hildenbrand (* 1948), Soziologe und ehemaliger Hochschullehrer
- Jürgen-Peter Graf (* 1952), Jurist, Richter am Bundesgerichtshof, Honorarprofessor der HS Offenburg
- Stefan Schaub (* 1952), Musikpädagoge
- Ingolf Ellßel (* 1954), Geistlicher der deutschen Pfingstbewegung und ehemaliger Präses des Bundes Freikirchlicher Pfingstgemeinden
- Ellen Mundinger (* 1955), Leichtathletin
- Franz-David Baumann (* 1958), Jazzmusiker und Dozent
- Martin Brandt (* 1958), Jurist und seit 2010 Richter am Bundesverwaltungsgericht
- Maja Storch (* 1958), Trainerin und Psychodramatherapeutin
- Marion Kiechle (* 1960), Medizinerin, Ordinaria für Gynäkologie an der TU München, 2018 bayerische Staatsministerin für Wissenschaft und Kunst
- Sabine Mainberger (* 1960), Komparatistin an der Rheinischen Friedrich-Wilhelms-Universität Bonn
- Klaus Baumann (* 1963), römisch-katholischer Priester und Professor an der Albert-Ludwigs-Universität Freiburg
- Bernhard Maier (* 1963), Religionswissenschaftler
- Peter E. Fäßler (* 1964), Historiker und Professor an der Universität Paderborn
- Michael Gerber (* 1970), römisch-katholischer Theologe, Bischof von Fulda
- Volker Schebesta (* 1971), Politiker (CDU), Mitglied des Landtages von Baden-Württemberg
- Jürgen Lehmann (* 1975), Schauspieler und Theaterregisseur
- Sandra Klösel (* 1979), ehemalige Tennisspielerin
- Johannes Rothenberger (* 1980), Jurist und Politiker (CDU), Mitglied des Bundestages
- Stefan Räpple (* 1981), Politiker (ehem. AfD), ehemaliges MdL
- Kerstin Boschert (* 1983), ehemalige Fußballspielerin und Nationalspielerin der U-19 und U-21
- Zoe Ludwig (* 1999), Handballspielerin
- Bastian Allgeier (* 2002), Fußballspieler

### Persönlichkeiten, die mit der Stadt verbunden sind
- Anton Friedrich von Lützelburg († 1662), württembergischer Verwaltungsbeamter
- Hans Jakob Christoffel von Grimmelshausen (≈1622–1676), Schriftsteller
- Franz Xaver Weingärtner (1805–1867), katholischer Geistlicher, Stadtpfarrer in Oberkirch, Gründer der örtlichen Sparkasse
- Max Übelhör (1881–1963), Schriftsteller, lebte von 1943 bis 1963 in Oberkirch und ist dort verstorben
- Walter Tuschla (1938–2011), Dirigent und Komponist
- Werner Kimmig (* 1948), Fernsehproduzent und ehemaliger Musikmanager
- Rainer Braxmaier (* 1949), Maler, Zeichner, Kunsterzieher und Autor; lebt und arbeitet in Oberkirch
- Willi Stächele (* 1951), Jurist, Bürgermeister in Oberkirch (1981–1998), Minister in der Landesregierung von Baden-Württemberg (1998–2011)

### Ehrenbürger
Die Stadt Oberkirch hat folgenden Personen das Ehrenbürgerrecht verliehen:
- 1841: Johann Nepomuk Fauler, Oberamtmann
- 1878: Conrad Huber, Lehrer
- 1908: Josef Geldreich, Bürgermeister von Oberkirch
- 1937: August Ganther, Dichter
- 1962: Hans Furler, Politiker (CDU), Präsident des Europaparlaments
- 1968: Maximilian Ruh, Pfarrer
- 1981: Erwin Braun, Bürgermeister von Oberkirch